# Liste der Monuments historiques in Bairols
Die Liste der Monuments historiques in Bairols führt die Monuments historiques in der französischen Gemeinde Bairols auf.

## Liste der Objekte
| Bezeichnung                                            | Beschreibung                                       | Standort                            | Kennzeichnung | Schutzstatus | Datum | Bild |
| ------------------------------------------------------ | -------------------------------------------------- | ----------------------------------- | ------------- | ------------ | ----- | ---- |
| Skulpturengruppe Die heilige Margaretha und der Drache | Holz, polchrom gefasst, vergoldet, 18. Jahrhundert | in der Kirche Ste-Marguerite (Lage) | PM06001491    | Classé       | 1990  |      |